# Saint-Geniès-de-Comolas
Saint-Geniès-de-Comolas is een gemeente in het Franse departement Gard (regio Occitanie) De plaats maakt deel uit van het arrondissement Nîmes. Saint-Geniès-de-Comolas telde op 1 januari 2022 2.013 inwoners.

## Geografie
De oppervlakte van Saint-Geniès-de-Comolas bedroeg op 1 januari 2022 8,26 vierkante kilometer; de bevolkingsdichtheid was toen 243,7 inwoners per km².

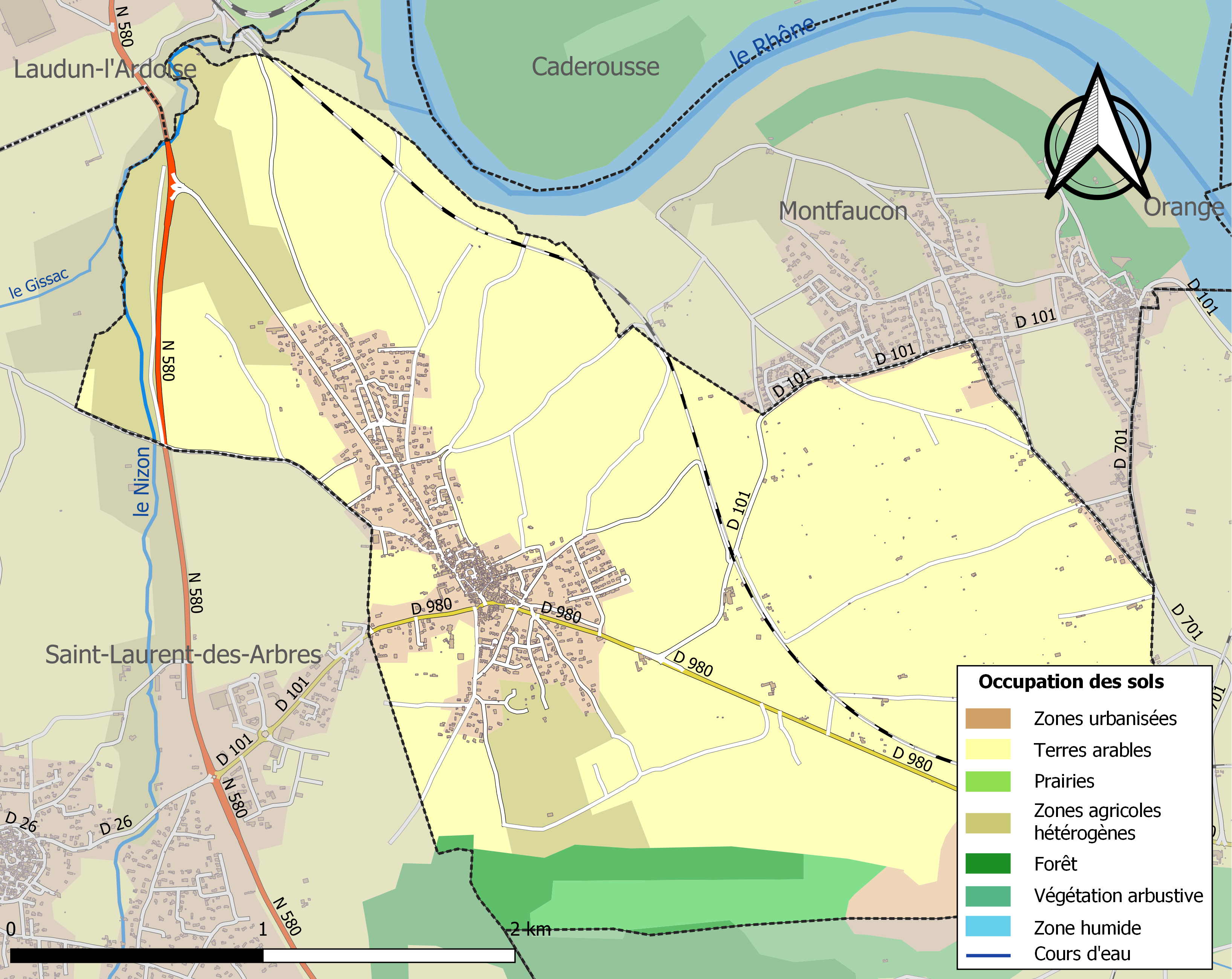
Kaart van de gemeente met belangrijkste infrastructuur, bodemgebruik en omliggende gemeenten

## Demografie
Onderstaande figuur toont het verloop van het inwonertal (bron: INSEE-tellingen).